# 第11回ジャパンボウル
第11回ジャパンボウルは1986年1月12日、横浜スタジアムで行われたカレッジフットボールのオールスター東西対抗戦。全米509大学の4年生から選抜された選手が出場し、AP通信、UPI通信からオールアメリカン選ばれた選手のうち、11人が出場した。ボー・ジャクソンが3TDをあげるなど活躍した東軍が、31-14で勝利した。

## 試合開催前の話題
4年間で通算4,303ヤードを走った、ハイズマン賞を受賞したオーバーン大学のRBボー・ジャクソンなどの好RB4人を擁する東軍のラン攻撃と、ジャクソンとハイズマン賞を争い、全米一位のQBの呼び声を受けたアイオワ大学のチャック・ロング西軍のパス攻撃の対決に注目が集まった。また韓国出身でUCLAのキッカー、ジョン・リーも注目された。

## 試合経過
第1Qの10分過ぎに東軍は、ジャック・トルドーからパスを受けたボー・ジャクソンが左ライン際を走り、先制のTDレシーブをあげた。その後イリノイ大学のクリス・ホワイト（Chris White）の20ヤードのFGが成功、10-0でハーフタイムを迎えた。第3Q中盤に西軍は、アイオワ大学のQBチャック・ロングからチームメートのビル・ハッペル（Bill Happel）への7ヤードのTDパスで10-7と追い上げた。その後東軍はボー・ジャクソンの1ヤードのTDで17-7とリードを広げたが、カリフォルニア大学のドワイト・ガーナーがキックオフリターンで、東軍16ヤード地点まで70ヤードをリターン、さらにパスインターフェアランスの反則で2ヤード地点まで前進すると、2プレー後にネブラスカ大学のトム・ラスマンの1ヤードのTDランで17-14とした。3点差に迫られた東軍は、ルイジアナ州立大学のQBジェフ・ウィッカーシャムからイリノイ大学のオールアメリカンWRデビッド・ウィリアムズへの58ヤードのTDパス、さらに第4Qの3分過ぎにボー・ジャクソンの57ヤードのTDランで追加点をあげ、31-14で勝利した。ジャクソンは18回のランで171ヤードを走った。
ジョー・ロス賞（最優秀選手賞）には、ボー・ジャクソンが選ばれた。

## その他の主な出場選手

### 西軍
- ロニー・ハーモン（アイオワ大学）[7]